# Billboard Top Latin Albums

Le logo du magazine Billboard

Le classement Billboard Top Latin Albums est un palmarès publié par le magazine Billboard et est considéré comme le plus important hit-parade des albums complets en langue espagnole sur le marché américain de la musique. Comme tous les palmarès d'albums du magazine Billboard, le classement est établi sur les ventes. Nielsen SoundScan compile les données de ventes des marchands représentant plus de 90 % du marché américain de la musique au détail. L'échantillon comprend les ventes dans les magasins de musique, les rayons musicaux des magasins d'électronique et des grands magasins, les transactions directes aux consommateurs et les ventes sur Internet d'albums physiques ou de téléchargements numériques. Un éventail limité de ventes vérifiables dans les salles de concert est également présenté sous forme de tableau. Pour figurer dans ce tableau, un album doit avoir 51 % ou plus de son contenu enregistré en espagnol. Les listes des meilleurs albums latins figurent également sur la page musique de Telemundo grâce à un partenariat entre les deux sociétés. Avant cela, le premier classement des albums de musique latine du magazine (Billboard Hot Latin Albums au Texas) a été publié le 30 décembre 1972. Ensuite, toutes les informations sur la musique latine figuraient dans le classement des albums de musique pop latine, qui a débuté le 29 juin 1985 et qui est toujours en vigueur, tout comme le classement des albums régionaux mexicains et des albums tropicaux. Le tableau des albums de musique pop latine ne présente que la musique du genre pop, tandis que le tableau des albums régionaux mexicains comprend des informations sur différents genres comme le duranguense, le norteño, la banda et le mariachi, et le tableau des albums tropicaux comprend différents genres, notamment la salsa, le merengue, la bachata et la cumbia. En 2005, un autre classement, Latin Rhythm Albums (en), a été introduit en réponse au nombre croissant de diffusions de reggaeton en espagnol. Au cours de la semaine se terminant le 31 janvier 2017, Billboard a mis à jour la méthodologie pour compiler le classement des meilleurs albums latins en une méthodologie multi-métrique afin d'inclure les unités d'albums équivalents aux pistes et les unités d'albums équivalents aux flux.
Le premier album à figurer en tête de ce classement a été Mi Tierra (en) de Gloria Estefan, le 10 juillet 1993. Cet album a passé 58 semaines non consécutives en tête de ce classement, un record qui tient toujours. Le chanteur mexicain Marco Antonio Solís détient le record du plus grand nombre d'albums numéro un d'un artiste en tout avec 12. D'autres artistes mexicains, Los Temerarios sont le groupe qui se trouve le plus souvent en tête du classement, avec huit fois.
Jenni Rivera et Selena sont les artistes féminines ayant le plus d'albums numéro un avec 7 chacune,. L'album Dreaming of You de Selena est le seul album à avoir atteint la première place pendant trois années civiles différentes (1995-97).

## Palmarès des performances

### Artiste ayant le plus de numéros 1
- Marco Antonio Solís (12)
- Luis Miguel (9)
- Enrique Iglesias (8)
- Los Temerarios (8)
- Jenni Rivera (7)
- Selena (7)
- Marc Anthony (7)
- Alejandro Fernández (7)
- Los Tigres del Norte (7)
- Maná (7)
- Ricky Martin (6)
- Shakira (6)
- Daddy Yankee (6)
- Don Omar (6)
- Wisin & Yandel (5)
- Romeo Santos (5)
- Thalía (4)
- Bad Bunny (4)

### Top 20 albums avec le plus de semaines au numéro un
La liste en 2019.
| Semaines | Artiste             | Album                                  | Années    |
| -------- | ------------------- | -------------------------------------- | --------- |
| 58       | Gloria Estefan      | Mi Tierra                              | 1993–94   |
| 46       | Bad Bunny           | X 100pre                               | 2019-20   |
| 46       | Ozuna               | Odisea                                 | 2017–18   |
| 44       | Selena              | Dreaming of You                        | 1995–97   |
| 29       | Luis Miguel         | Segundo Romance                        | 1994–95   |
| 26       | Ricky Martin        | Vuelve                                 | 1998–99   |
| 25       | Bad Bunny           | YHLQMDLG                               | 2020      |
| 24       | Daddy Yankee        | Barrio Fino                            | 2004–05   |
| 23       | Aventura            | The Last                               | 2009–10   |
| 20       | Selena              | Amor Prohibido                         | 1994–95   |
| 20       | Juan Gabriel        | Los Dúo, Vol. 2                        | 2016–17   |
| 19       | Christina Aguilera  | Mi Reflejo                             | 2000–01   |
| 17       | Shakira             | Fijación Oral Vol. 1                   | 2005      |
| 17       | Romeo Santos        | Formula, Vol. 1                        | 2011-12   |
| 17       | Ozuna               | Aura                                   | 2018      |
| 16       | Enrique Iglesias    | Sex and Love                           | 2014      |
| 15       | Enrique Iglesias    | Vivir                                  | 1997      |
| 14       | Marc Anthony        | Libre                                  | 2001–02   |
| 14       | Daddy Yankee        | Barrio Fino en Directo                 | 2005–06   |
| 13       | Marc Anthony        | Desde un Principio: From the Beginning | 2000–01   |
| 12       | Alejandro Fernández | Me Estoy Enamorando                    | 1997–98   |
| 12       | Son by Four         | Son by Four                            | 2000-2001 |
| 12       | Romeo Santos        | Formula, Vol. 2                        | 2014–15   |
| 12       | Shakira             | Sale el Sol                            | 2010–11   |

### Top 10 Albums of All-Time (1993–2018)
En 2018, le magazine Billboard a établi un classement des vingt meilleurs albums du hit-parade depuis sa création en 1993. Le classement est établi sur le nombre de semaines que les albums ont passé en tête du classement. Pour les albums ayant le même nombre de semaines en tête du classement, ils sont classés en fonction du nombre total de semaines le plus élevé du hit-parade.
|     | Album           | Artiste            | Année | Durée       | Réf.   |
| --- | --------------- | ------------------ | ----- | ----------- | ------ |
| 1.  | Mi Tierra       | Gloria Estefan     | 1993  | 58 semaines | [ 11 ] |
| 2.  | Odisea          | Ozuna              | 2017  | 46 semaines | [ 11 ] |
| 3.  | Dreaming of You | Selena             | 1995  | 25 semaines | [ 11 ] |
| 4.  | Segundo Romance | Luis Miguel        | 1994  | 29 semaines | [ 11 ] |
| 5.  | Vuelve          | Ricky Martin       | 1998  | 26 semaines | [ 11 ] |
| 6.  | Barrio Fino     | Daddy Yankee       | 2004  | 24 semaines | [ 11 ] |
| 7.  | The Last        | Aventura           | 2009  | 23 semaines | [ 11 ] |
| 8.  | Amor Prohibido  | Selena             | 1994  | 20 semaines | [ 11 ] |
| 9.  | Los Dúo, Vol. 2 | Juan Gabriel       | 2016  | 20 semaines | [ 11 ] |
| 10. | Mi Reflejo      | Christina Aguilera | 2000  | 19 semaines | [ 11 ] |

### Les meilleures ventes en fin d'année
Selon la certification RIAA, la certification or régulière est accordée pour l'expédition de 500 000 exemplaires, platine pour un million d'unités, et multi-platine pour deux millions d'unités, et par tranches d'un million par la suite. En outre, les albums contenant plus de 50 % de contenu en langue espagnole peuvent recevoir la certification latine, or, (Disco de Oro) pour les expéditions de 30 000 unités, platine (Disco de Platino) pour 60 000 et multi-platine (Multi-Platino) pour 120 000 et suivantes par tranches de 60 000 par la suite (auparavant, les albums en langue espagnole étaient certifiés or et platine pour 50 000 et 100 000 unités respectivement expédiées avant décembre 2013). Dans le tableau suivant, la certification indiquée est soit la certification standard, soit la certification latine, selon celle qui donne la valeur la plus élevée.
| Année | Artiste             | Album                                  | Label                                | Certification       |
| ----- | ------------------- | -------------------------------------- | ------------------------------------ | ------------------- |
| 1994  | Gloria Estefan      | Mi Tierra                              | Epic                                 | 16× platine (Latin) |
| 1995  | Selena              | Dreaming of You                        | EMI Latin                            | 35× platine (Latin) |
| 1996  | Selena              | Dreaming of You                        | EMI Latin                            | 35× platine (Latin) |
| 1997  | Julio Iglesias      | Tango                                  | Columbia                             | 6× platine (Latin)  |
| 1998  | Alejandro Fernández | Me Estoy Enamorando                    | Sony Discos                          | platine             |
| 1999  | Ricky Martin        | Vuelve                                 | Sony Discos                          | platine             |
| 2000  | Marc Anthony        | Desde Un Principio: From the Beginning | RMM (en)/Sony Discos                 | or                  |
| 2001  | Paulina Rubio       | Paulina                                | Universal Music Latino               | 8× platine (Latin)  |
| 2002  | Marc Anthony        | Libre                                  | Sony Discos                          | or                  |
| 2003  | Juanes              | Un Día Normal                          | Surco/Universal Latino               | 6× platine (Latin)  |
| 2004  | Marco Antonio Solís | La Historia Continúa...                | Fonovisa Records                     | 5× platine (Latin)  |
| 2005  | Daddy Yankee        | Barrio Fino                            | El Cartel Records (en)/VI Music (en) | platine             |
| 2006  | Daddy Yankee        | Barrio Fino en Directo                 | El Cartel/Interscope                 | or                  |
| 2007  | RBD                 | Celestial                              | EMI Televisa/Virgin                  | NC                  |
| 2008  | Wisin & Yandel      | Wisin vs. Yandel: Los Extraterrestres  | Machete Music (en)                   | 3× platine (Latin)  |
| 2009  | Aventura            | The Last                               | Strichcode/Premium Latin             | 4× platine (Latin)  |
| 2010  | Aventura            | The Last                               | Strichcode/Premium Latin             | 4× platine (Latin)  |
| 2011  | Prince Royce        | Prince Royce                           | Top Stop Music (en)                  | 3× platine (Latin)  |
| 2012  | Romeo Santos        | Formula, Vol. 1                        | Sony Music Latin                     | 3× platine (Latin)  |
| 2013  | Jenni Rivera        | La Misma Gran Señora                   | Fonovisa Records                     | 2× platine (Latin)  |
| 2014  | Romeo Santos        | Formula, Vol. 2                        | Sony Music Latin                     | 11× platine (Latin) |
| 2015  | Juan Gabriel        | Los Dúo                                | Universal Music Latino               | platine (Latin)     |
| 2016  | Juan Gabriel        | Los Dúo, Vol. 2                        | Universal Music Latino               | NC                  |
| 2017  | Nicky Jam           | Fénix                                  | Sony Music Latin                     | 11× platine (Latin) |
| 2018  | Ozuna               | Odisea                                 | Dimelo Vi                            | 11× platine (Latin) |